# 3583 Burdett
3583 Burdett (1929 TQ) là một tiểu hành tinh vành đai chính được phát hiện ngày 5 tháng 10 năm 1929 bởi Tombaugh, C. W. ở Flagstaff (LO). Nó được đặt theo tên Burdett, Kansas, where Tombaugh spent a large part of his youth.